# 国家科学
国家科学（Staatswissenschaften）是德语学术传统中处理国家性质和组织的学科的跨学科概念。从今天的角度来看，包括行政科学、法学、经济学尤其是国民经济学（Volkswirtschaftslehre）和公共企业管理（Öffentliche Betriebswirtschaftslehre）、政治学、歷史學和社会学。
国家科学的现代概念包括上述大部分学科，以便能够处理社会、法律和经济之间紧张关系领域的复杂问题。与私营部门和非营利部门相关的部分学科（例如私法和工商管理的特定部分）也被整合到国家科学的概念中。

## 历史沿革
1850年前后，法学和国民经济学的分化和专业化之后，国家科学一词发展成为国民经济的总称。另一个历史影响是官房学。在1960年代和1970年代的大学改革之前，法律和经济学经常合并在“法学和国家科学学院”（Rechts- und Staatswissenschaftliche Fakultät）里面。在许多经济学家来看，国家科学一词指代国民经济已经不适用了。
随着各种问题的日益复杂，人们开始反思跨学科方法的优势。尤其是在一个越来越复杂的知识社会中，商业、法律和社会领域的交叉再次变得更加重要。近年来，在德语国家的各个大学再次学习国家科学已经成为可能。埃尔福特大学是第一所设立国家科学系的大学，由社会学家、经济学家、法律学者和政治学家进行跨学科研究和教学。
最初在盎格鲁-撒克逊世界流行的跨学科课程哲學、政治學及經濟學也使用了类似的概念。

## 学位设置

### 大学学科
慕尼黑联邦国防军大学从1988年开始提供国家科学的文凭课程，并在2007年秋季学期改组为学士/硕士课程。埃尔福特大学和帕绍大学还提供国家科学学士学位课程。其教学内容都略有不同。例如，历史学是帕绍大学国家科学课程的一部分，但在埃尔福特大学却不是。另外，布达佩斯安德拉什·久拉德语大学提供比较国家和法律科学的法学硕士学位。
在瑞士，日内瓦大学和圣加仑大学都有相应的课程。瑞士军队的准职业军官在苏黎世联邦理工学院完成国家科学学士学位。
巴黎政治学院的学习模式也符合国家科学的概念。

### 就业机会
国家科学专业的毕业生在专业和管理职位的各种专业领域工作。尽管该名称暗示在国家或至少与国家相关的劳动力市场就业，但很大一部分毕业生也在私营和非营利部门工作。由于国家科学家接受了多学科和更通才导向的教育，因此他们拥有广泛的职业前景。除了全面的实际专业知识外，国家科学家的主要特点是高度的方法论和解决问题的能力，这是他们培训的重要组成部分。
主要工作领域有：
- 公司：国际经营的银行、保险公司和其他国际经营的公司尤其要求国家科学专业的毕业生，因为在这里从不同的角度看待高度复杂的问题很重要。凭借他们的跨学科培训、他们的界面和方法技能，政治科学家在这里特别有吸引力。因此，大约一半的毕业生在这个领域工作。
- 公共行政、外交和国际组织：由于他们广泛的专业知识、相当通才的培训以及对社会、经济和政治领域问题的特殊理解，国际科学家注定要从事这一工作领域。
- 咨询机构、非营利部门和学术界：企业、行政和政治咨询也是国际科学家的重要雇主。一个特殊的工作领域是“政府关系”领域，它处理经济或社会组织与国家之间的关系。
- 其他经常代表的工作领域是非营利部门以及智库和科学研究工作。